# Митрополия Германии и Центральной Европы
Митрополия Германии и Центральной Европы (англ. Antiochian Orthodox Archdiocese of Germany and Central Europe) — каноническое и структурно-административное подразделение Антиохийского патриархата в Германии и Центральной Европе.

## История
В 1980 году для общин ливанских и сирийских православных арабов было образовано викариатство Западной и Центральной Европы. 2 октября 2000 года решением Священного Синода Антиохийской православной церкви, викариатство было преобразовано в самостоятельную епархию.
15 октября 2013 года решением Священного Синода Антиохийского патриархата Европейская епархия была разделена на три самостоятельные епархии, в числе которых была образована митрополия Германии и Центральной Европы. Управляющим избран епископ Исаак (Баракат).